# Kikwe
Kikwe è una circoscrizione rurale (rural ward) della Tanzania situata nel distretto di Meru, regione di Arusha. Conta una popolazione di 10 965 abitanti (censimento 2022).